# 马尔西安柱

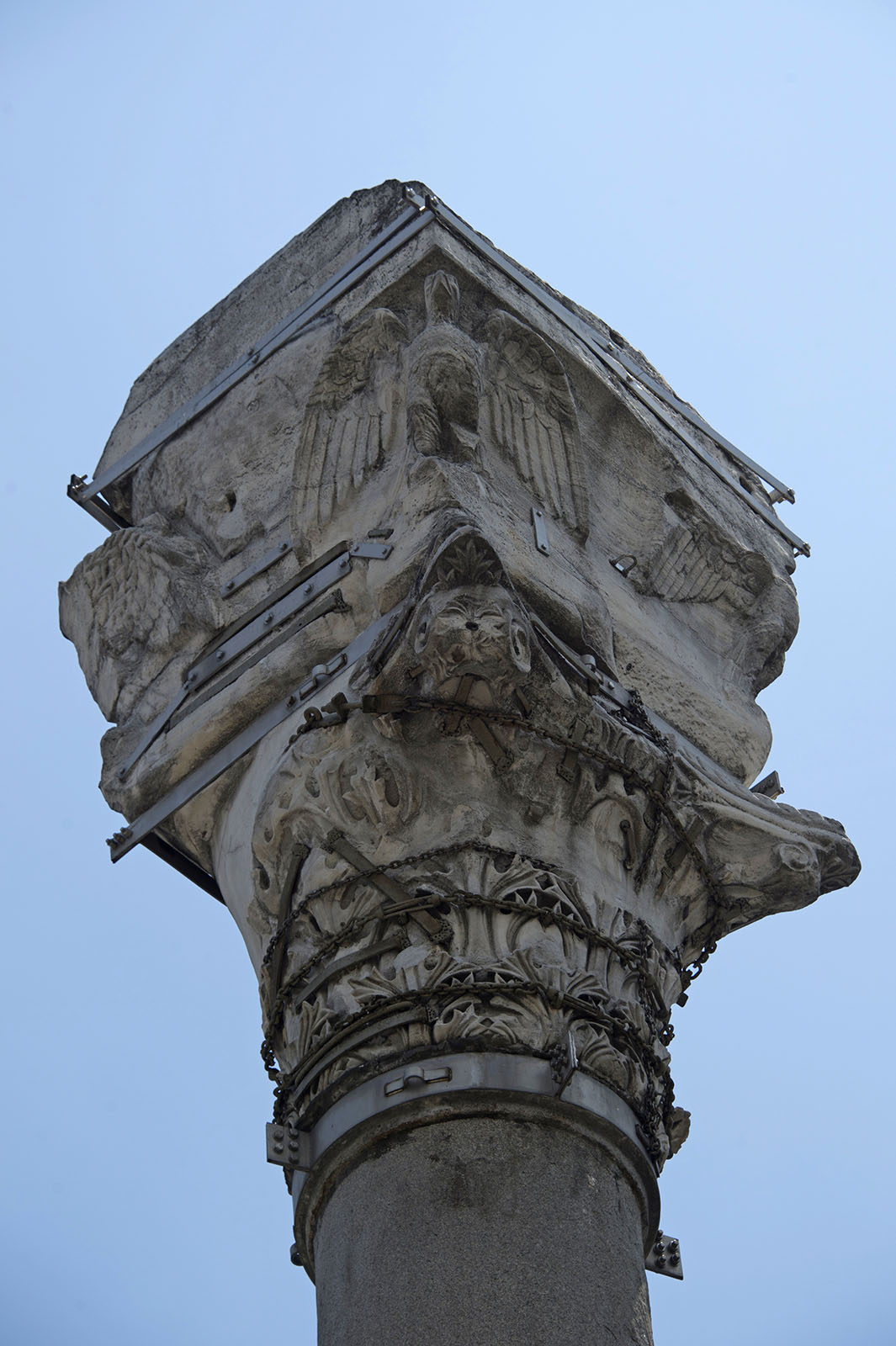
柱頭的罗马雄鹰

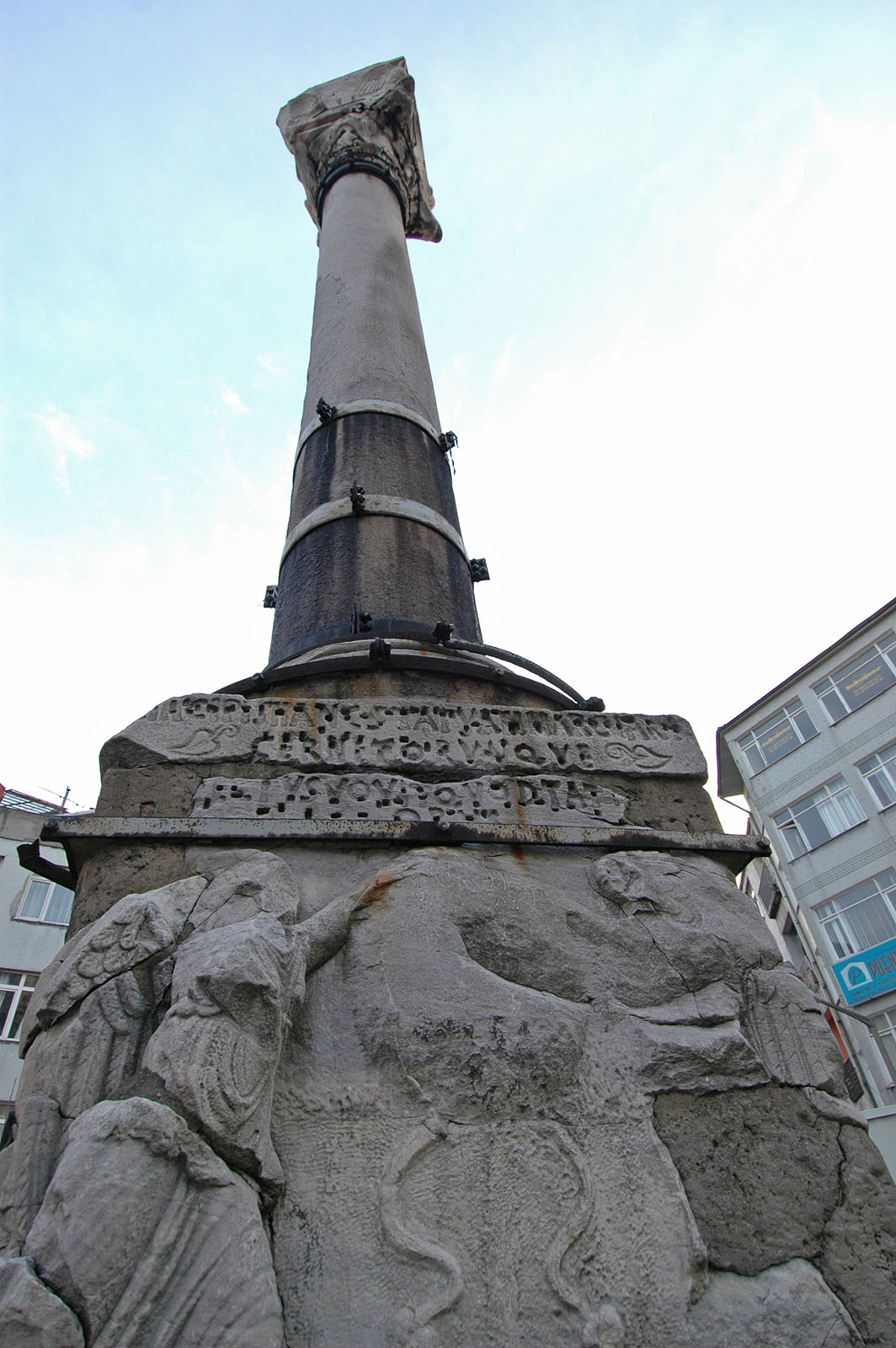
基座

马尔西安柱位于土耳其伊斯坦堡的法提赫区，是東羅馬帝國首都君士坦丁堡的一个罗马凯旋柱，由城市行政官（市長）塔蒂安（450年-約452年在任）建造，纪念東羅馬帝國皇帝马尔西安（450年-457年在位）。

## 歷史
柱子由紅灰色埃及花崗岩雕刻而成，分為兩段。四邊形的基座由四塊白色大理岩石板包裹。柱身三面飾有圓形浮雕獎章中的「IX」字母組合，第四面則裝飾有兩個格尼烏斯支撐著一個地球儀。柱頂為科林斯柱式柱頭，飾有罗马雄鹰。銘文證實，柱頭最初是馬爾西安的雕像，延續了羅馬圖拉真柱和馬可奧里略圓柱開創的帝國建築傳統。柱身基座朝向西北/東南，柱頭朝向南北，可能是為了讓雕像朝向附近的聖使徒教堂。
基座北側錒刻有一段拉丁文題詞。其文字最初以青銅填充，現已移除。題詞如下：
[PR]INCIPIS HANC STATUAM MARCIANI | CERNE TORUMQUE |
[PRAE]FECTUS VOVIT QUOD TATIANUS | OPUS
（請欣賞這座馬爾西安皇帝雕像及其底座，
這是城市行政官塔提亞努斯奉獻的作品。 ）
土耳其語名稱 Kıztaşı 意為「少女之柱」（kız：「少女」+ taş：「石頭」），顯然源自於柱子上的格尼烏斯，在鄂圖曼帝國時期，這是該柱最顯著的特徵（在馬爾西安雕像遺失之後）。